# Меллах
Меллах (нем. Mellach) — коммуна (нем. Gemeinde) в Австрии, в федеральной земле Штирия.
Входит в состав округа Грац. Население составляет 1173 человека (на 31 декабря 2005 года). Занимает площадь 9,95 км².

## Политическая ситуация
Бургомистр коммуны — Йохан Вагнер (АНП) по результатам выборов 2005 года.
Совет представителей коммуны (нем. Gemeinderat) состоит из 15 мест.
- АНП занимает 9 мест.
- СДПА занимает 5 мест.
- Зелёные занимают 1 место.